# Yalavac
Yalavac è un comune dell'Azerbaigian situato nel distretto di İmişli. Conta una popolazione di 2 879 abitanti.